# Intro in situ

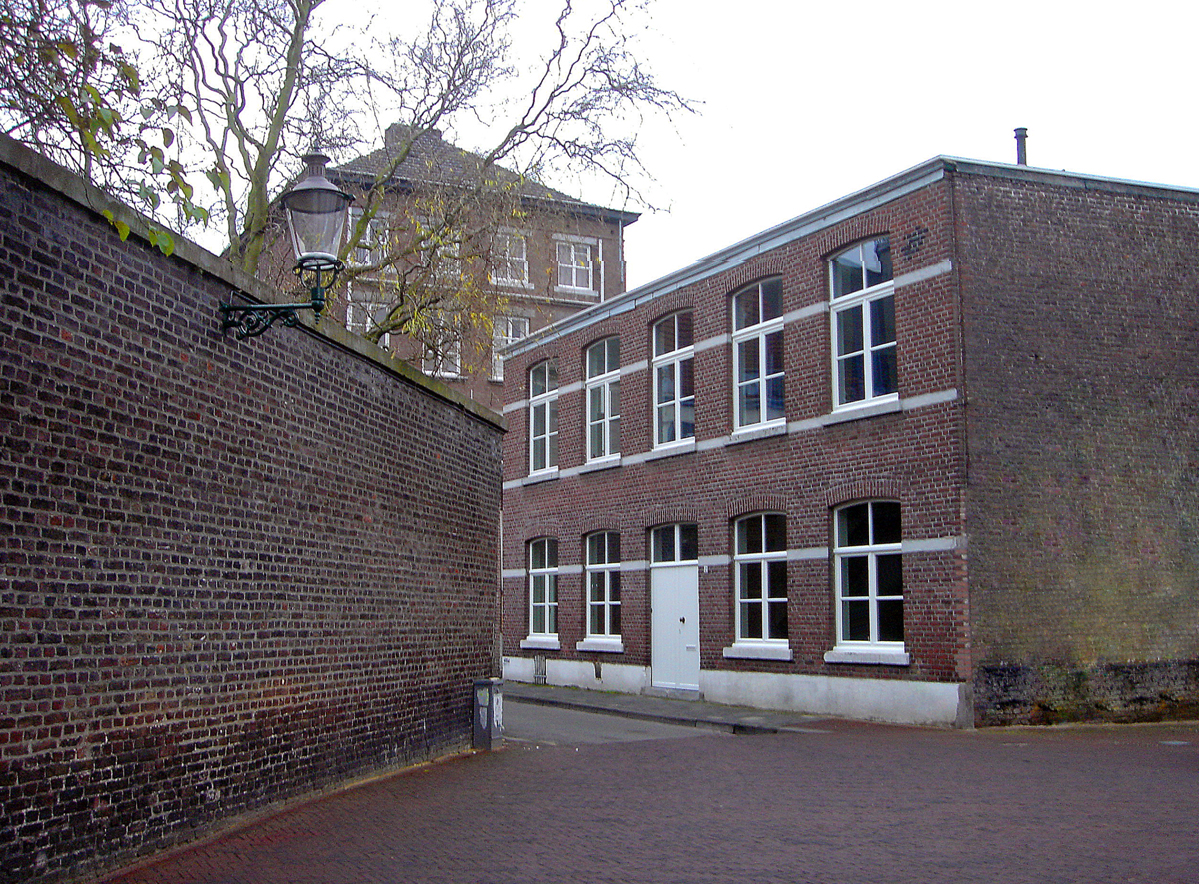
Vestiging van Intro in situ tussen 2006 en 2017

Intro in situ is een productiehuis op het gebied van hedendaagse muziek en klankkunst en is gevestigd in Maastricht.
De organisatie werd opgericht in 1984 door Paul Coenjaerts als Stichting Intro. Aanvankelijk concentreerde de organisatie zich voornamelijk op het programmeren van moderne en hedendaagse kamermuziekconcerten. Na verloop breidde de organisatie uit, waarbij naast de concertseries op locatie geïnspireerde producties gemaakt werden.
Tussen 2006 en 2016 was Intro in situ gevestigd in een oude hoedenfabriek aan de Capucijnengang 12 in het Statenkwartier. Na een kort verblijf in de Timmerfabriek aan de Boschstraat, verhuisde het productiehuis in 2021 naar AINSI, een cultureel centrum in een voormalige ENCI-fabriek.
Naast verschillende concertseries en producties (onder andere in de Muziekgieterij) is Intro in situ een belangrijke organisatie op het gebied van talentontwikkeling in de muziek.